# Feldbahn der Zuckerfabriken Luz María und Chobo
| Feldbahn der Zuckerfabriken Luz María und Chobo Decauville de los Ingenios Luz María y Chobo | Feldbahn der Zuckerfabriken Luz María und Chobo Decauville de los Ingenios Luz María y Chobo |
| -------------------------------------------------------------------------------------------- | -------------------------------------------------------------------------------------------- |
| Häckselanlage des Ingenio Luz María Wohn- und Bürogebäude des Verwalters                     |                                                                                              |
| Spurweite:                                                                                   | 600 mm (Schmalspur)                                                                          |
|                                                                                              |                                                                                              |

Die Feldbahn der Zuckerfabriken Luz María und Chobo war eine Feldbahn mit einer Spurweite von 600 mm bei Milagro im Cantón Yaguachi, Provinz Guayas, Ecuador.

## Lage
In der Gemeinde Chobo befanden sich die Plantagen und Zuckerfabriken der Compañía Azucarera Iluzmarsa, darunter San Nicolas, La Gloria, früher La Carmelina genannt, La Palma und Luz María, früher Santa Rosa de Chobo. Das Rathaus befindet sich seit 1867 auf dem Gelände der Luz-María-Plantage, die damals hauptsächlich für die Zuckerproduktion genutzt wurde.

## Geschichte

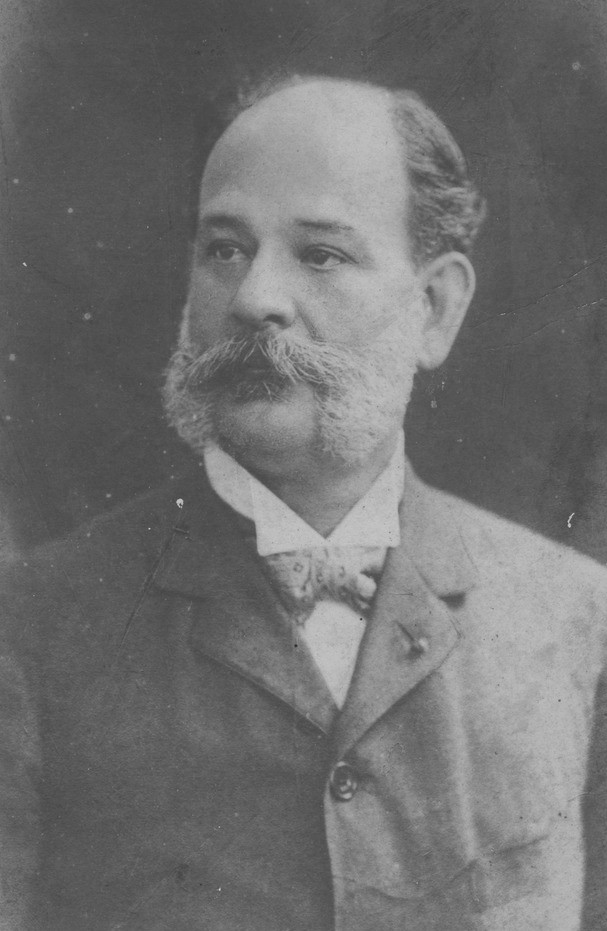
Homero Morla

Der Geschäftsmann und Politiker Homero Morla Mendoza (1844–1918) aus Guayaquil war der Besitzer der Landgüter, Guabí, San Nicolás, Luz María de Chobo (ehemals Santa Rosa de Chobo), Matilde, Chirijo und Guasmo (alle in Milagro) und Gründer der Zuckerfabriken Luz María und Chobo.
Er war ein Sohn von Nicolas Mariano Morla und Maria Encarnación Mendoza. Seine Brüder waren Juana Carolina, Andrés María, Nicolás, José Arístides, Darío, Horacio, José Nicolás, Virgilio und Ovidio Morla Mendoza. Er hatte wichtige Positionen inne, unter anderem als Präsident des Rates von Guayaquil, Gouverneur von Guayas, Konsul von Bolivien, Vorsitzender des Nationalen Philanthropischen Ausstellungskomitees, Präsident der Gesellschaft, Schirmherr der Feuerwehr von Guayaquil, Aktionär der Bancos del Ecuador, Comercial y Agrícola y Territorial, Präsident des städtischen Postamts, Direktor der Sparkasse, Minister für öffentliche Arbeiten, Landwirtschaft und Wohltätigkeit, Eigentümer von Booten und Dampfschiffen, Gründer des Club de la Unión de Guayaquil, Mitglied der exekutiven Kommission für den Bau der Columna a los próceres del 9 de Octubre.
Um 1887 erwarb Homero Morla Mendoza von Modesto Jaramillo die Zuckerfabrik und die Hacienda in Chobo und unternahm viele Umbauten am Anwesen und an der Zuckerfabrik, der er zu Ehren seiner Frau Luz Maria Morla Franco (1846–1947) den Namen Luz Maria gab. Er baute er ein schönes Landhaus, für das er einen Teil des notwendigen Baumaterials aus Frankreich und Italien mitbrachte, wie z. B. die Bronzepfosten der Zäune, die dieses Grundstück umschlossen, und den Marmor für den Fußbodenbelag.
Die landwirtschaftliche Gesellschaft Sociedad Agrícola Luz María erwarb am 16. Juni 1937 Luz María käuflich von Frau Luz María Morla, ließ das Landhaus aber verfallen.

## Lokomotiven
Es gab dort drei Decauville-Dampflokomotiven:
| Nr.              | Baujahr   | Bauart  | Spurweite | Leer- gewicht | Name        | Betreiber                                                                               | Anmerkungen       |
| ---------------- | --------- | ------- | --------- | ------------- | ----------- | --------------------------------------------------------------------------------------- | ----------------- |
| Decauville № 131 | Juni 1891 | C n2t   | 600 mm    | 5 t           | Matilde     | Zuckerfabrik von Homero Morla, Gemeinde Chobo, Cantón Yaguachi, Provinz Guayas, Ecuador | [ 2 ] [ 4 ] [ 5 ] |
| Decauville № 190 | März 1895 | B1’ n2t | 600 mm    | 7,5 t         | San Nicolas | Ingenio Luz Maria, Provinz Guayas, Ecuador                                              | [ 4 ] [ 6 ] [ 7 ] |
| Decauville № 282 | Okt. 1898 | B1’ n2t | 600 mm    | 5 t           | Luz Maria   | Ingenio Luz Maria, Provinz Guayas, Ecuador                                              | [ 4 ]             |

## Weblinks

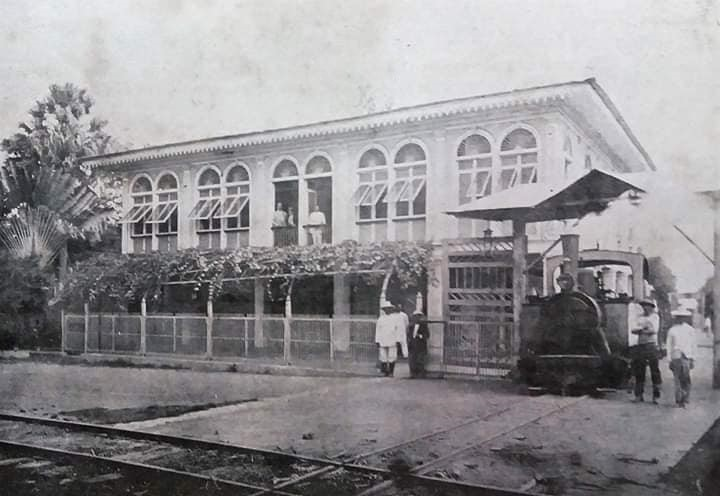
Ingenio La Matilde